# 董立文
董立文（1964年—），台灣政治學學者、名嘴，民主進步黨籍蘇系人馬，台灣外省第二代，籍貫河南。現任中央警察大學公共安全學系教授、亞太和平研究基金會執行長、台灣智庫諮詢委員，曾任台灣民主基金會副執行長、民主進步黨中國事務部主任。研究專長為中國大陸政治、兩岸關係、國際政治、國家安全研究。

## 生平

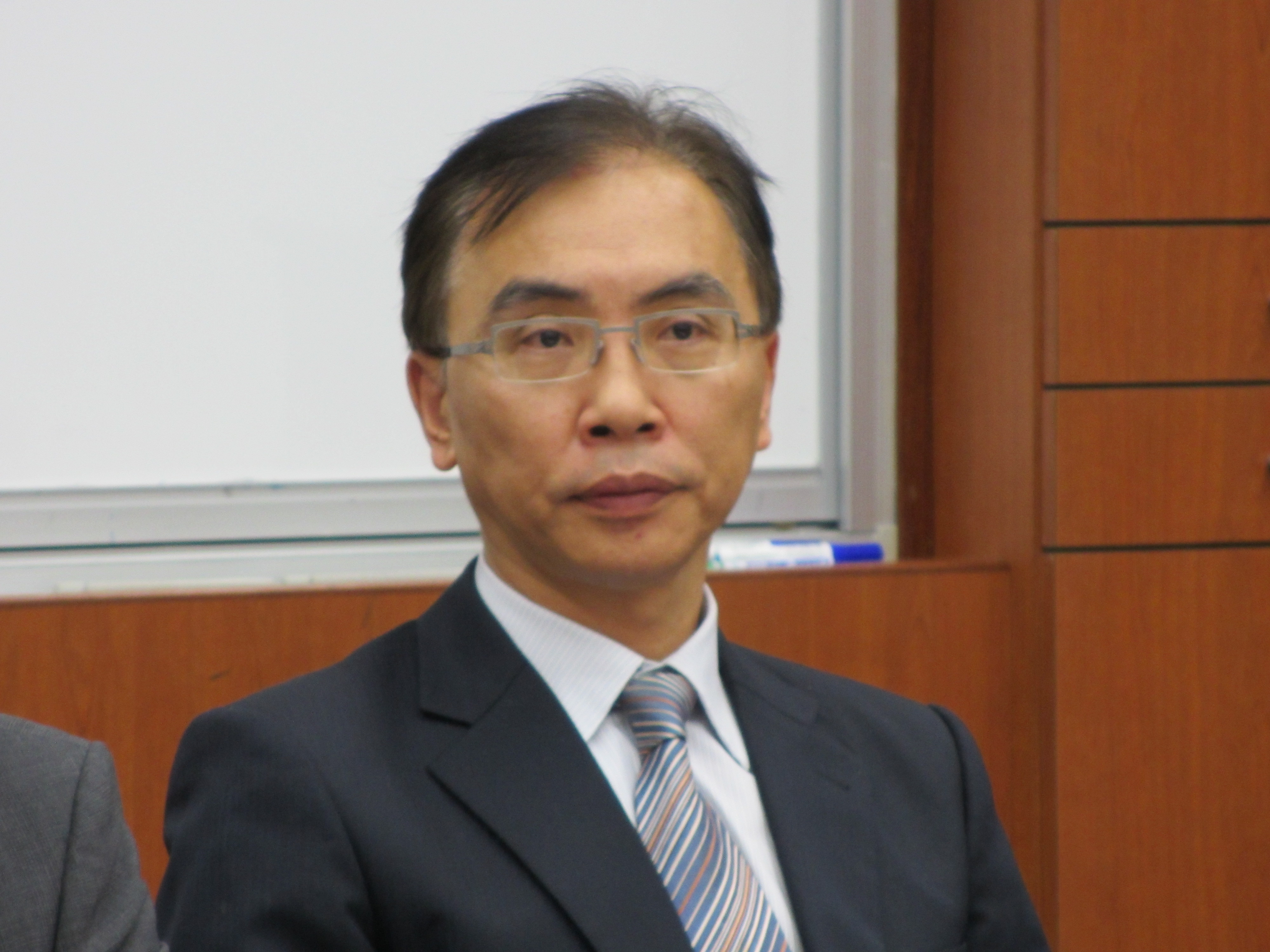
董立文出席台北論壇基金會舉辦的「美中新政局下美中台三邊形勢」座談會

1964年出生於台灣，籍貫河南，其父親為榮民。曾任行政院大陸委員會諮詢委員、亞太和平研究基金會副執行長、台灣民主基金會副執行長，於蘇貞昌擔任民進黨主席時任民進黨中國事務部主任，現任中央警察大學公共安全學系教授、台灣智庫諮詢委員。
董立文研究領域涵蓋中國大陸政治、兩岸關係、國際政治、國家安全研究等，研究兩岸關係不只是單純的兩岸政治關係，其內容還包括中國內部情勢變化、台灣內部情勢變化、台美中三方關係，以及台海周邊國家也都是台海局勢研究的範圍。於中央警察大學授有中國大陸研究、中共法制專題研究、國際關係、國家安全戰略研究、東亞安全專題研究、政黨政治、全球化研究、恐怖主義與反恐怖策略研究等課程。

## 著作
- 《習近平大棋局：後極權轉型的極限》(2016年)，徐斯儉、董立文、王占璽、蔡明彥等合著
- 《爭辯中的新疆問題與中國國家安全：典範的對立與民族宗教、維穩反恐工作的糾結》(2015年)
- 《海洋安全與治理》(2014年)，蔡明彥主編，董立文撰寫「論中共新安全觀下的釣魚台爭議」一章
- 《戰略安全理論建構與政策研析》(2014年)，翁明賢主編，董立文撰寫「爭辯中的非傳統安全研究」一章